# Палкин, Андрей Васильевич
Андрей Васильевич Па́лкин (р. 1958) — российский предприниматель, государственный и политический деятель, депутат Государственной думы РФ VII созыва,  член фракции "Единая Россия", член комитета по природным ресурсам, собственности и земельным отношениям.

## Биография
Родился в Савинском, поселок городского типа в Архангельской области. Позднее семья переехала в город Котлас. В 1982 г. окончил Лимендское речное училище по специальности «судовождение на внутренних водных путях», после чего работал по специальности, и в 21 год стал капитаном речного судна. Спустя 2 года занялся частным предпринимательством, взяв в аренду теплоход.
Окончил Архангельский государственный технический университет. С 1993 по 1998 год работал мастером, начальником цеха, затем генеральным директором ОАО «Котласский док». С конца 1990-х годов основал 16 компаний в строительной отрасли.
В 2004 и 2013 годах избирался депутатом Архангельского областного Собрания депутатов четвёртого и шестого созывов от партии «Единая Россия» (был зампредседателя комитета по жилищной политике и коммунальному хозяйству).
В 2016 году избран депутатом Государственной думы РФ VII созыва от партии «Единая Россия» как одномандатник. Тогда же в рейтинге самых зарабатывающих депутатов Госдумы занял первое место с годовым доходом 1,48 млрд рублей. Согласно декларации, ему принадлежат 59 квартир и более 200 транспортных средств. Позднее сам Андрей Палкин говорил, что его личный доход за 2015 год меньше: 483 млн рублей.
В декабре 2016 года проект «Муниципальный сканер» сообщил, что депутат Андрей Палкин больше всех среди депутатов Государственной думы должен налогов государству — на общую сумму 4 408 967 рублей, из них 3 403 838 рублей — транспортного налога.
В феврале 2017 года СМИ обращали внимание, что «самый богатый депутат Госдумы» подал заявление о собственном банкротстве. Продав по требованию законов о статусе депутата свой бизнес сыновьям (в рассрочку), Андрей Палкин хочет отложить уплату налогов, которые он должен был бы заплатить сразу.
На брифинге, проведенном 27 февраля 2017 года совместно с начальником УФНС по Архангельской области, депутат Госдумы Андрей Палкин сделал сенсационное заявление, фактически обвинив бывшего губернатора Архангельской области Михальчука в коррупции.

## Законотворческая деятельность
С 2016 по 2019 год, в течение исполнения полномочий депутата Государственной Думы VII созыва, выступил соавтором 41 законодательных инициатив и поправок к проектам федеральных законов. Сообщил публично, что больше не намерен баллотироваться в Государственную думу.

## Доходы и имущество
В первый год депутатского срока (2016г) задекларировал доход 678 млн рублей (первое место по среди депутатов госдумы). В 2020-м задекларировал доход 5,4 млн руб.

## Семья
Женат, имеет двух сыновей.